# Henrietta Vansittart
Henrietta Vansittart (* 1833 in Ewell, Großbritannien; † 8. Februar 1883 in Newcastle upon Tyne, Großbritannien) war eine britische autodidaktische Ingenieurin und Erfinderin.

## Leben und Werk

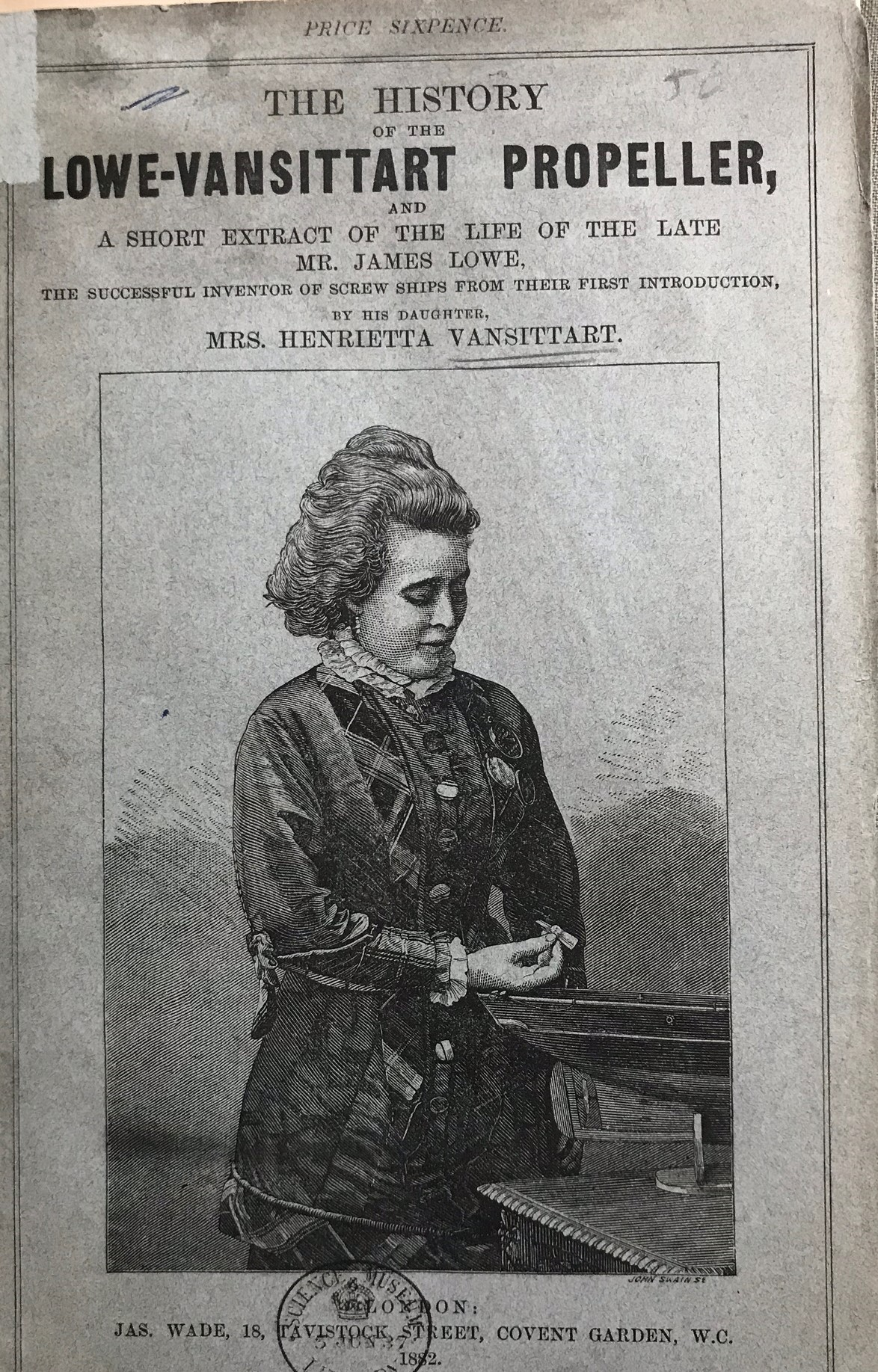
Titelblatt The History of the Lowe Vansittart Propeller, London 1882

Vansittart war eines von acht Kindern des Mechanikers James Lowe und seiner Frau Marie. Ihr Vater meldete am 23. März 1838 ein Patent für einen neuen Schraubenpropeller an. Der Lowe-Propeller scheint in viele britische Kriegsschiffe eingebaut worden zu sein, aber Lowe erzielte aufgrund von Vertragsverletzungen keine finanziellen Gewinne. Er gab das Familienerbe seiner Frau für Experimente und eine Reihe von Patenten aus und brachte die Familie Anfang der 1850er Jahre in völlige Armut. Seine Tochter Henrietta hatte jedoch eine enge Verbindung zu dem Leutnant Frederick Vansittart vom 14. King’s Regiment of Light Dragoons aufgebaut, der in der britischen Botschaft in Paris stationiert war, und heiratete ihn 1855.
1859 begann sie eine zwölfjährige Affäre mit dem verheirateten Politiker und Schriftsteller Edward Bulwer-Lytton, 1. Baron Lytton. Die Beziehung scheint sowohl den Familien als auch im Unterhaus bekannt gewesen zu sein. Vansittart zog aus dem Londoner Haus ihres Mannes aus und lebte wieder bei ihrem Großvater in Surrey (Ewell). Lytton hinterließ ihr bei seinem Tod 1873 ein Vermächtnis von 1200 Pfund und weitere 300 Pfund für ihren Ehemann. 1874 kaufte sie in Twickenham vier Häuser, die wahrscheinlich aus dem Vermächtnis von Bulwer finanziert wurden.

## Entwicklung und Patentierung des Lowe-Vansittart-Propellers
1857 begleitete Vansittart ihren Vater an Bord der HMS Bullfinch, als sein neuester Schraubenpropeller getestet wurde. Nach dem Tod ihres Vaters 1866 übernahm sie seine Arbeit ohne formale wissenschaftliche oder technische Ausbildung. Sie entwickelte die Gestaltung des Propellers weiter und ersetzte dessen flache Blätter durch solche in Form einer zusammengesetzten Kurve. Innerhalb von zwei Jahren ließ sie einen weiteren Propeller patentieren, mit dem Schiffe sich schneller und gleichmäßiger bewegten und weniger Treibstoff verbrauchten. Am 8. Oktober 1868 gab die London Gazette bekannt, dass Vansittart das Patent 2877 für die Erfindung von „Verbesserungen bei der Konstruktion von Schraubenpropellern“ erteilt worden war. Sie erhielt im folgenden Jahr ein US-Patent. Ihr Lowe-Vansittart-Propeller war schneller und effizienter als herkömmliche Propeller und erzeugte weniger Vibrationen und eine bessere Rückwärtslenkung.
Sie gewann zahlreiche Preise für diesen verbesserten Propeller. Sie ließ Artikel in der Zeitung Times über sich schreiben und besuchte Ausstellungen auf der ganzen Welt. 1869 berichtete die Naval and Military Intelligence im London Evening Standard, dass „Mrs Vansittart sich der Aufgabe verschrieben hat, die Erfindung zu einem größeren Grad an Perfektion auszuarbeiten“, und 1871 erhielt sie ein 1st Class Diploma auf der Internationalen Ausstellung in Kensington. 1871 und 1881 reiste sie nach Dublin, Paris, Belgien, Neapel und Australien und erhielt viele Diplome erster Klasse, Silber- und Goldmedaillen. Dazu gehörten ein 1.-Klasse-Diplom und eine Medaille in Dublin im Jahr 1872, ein First-Class-Diplom und eine Silbermedaille in Paris im Jahr 1872 und ein erster Verdienstpreis und eine Goldmedaille auf der Adelaide-Ausstellung im Jahr 1881. Im September 1882 besuchte Vansittart die North East Coast Exhibition of Naval Architecture and Marine Engineering in Tynemouth.
Sie versäumte es, die Verlängerungsgebühr von 600 Pfund für ihr Patent zu bezahlen, und wurde 1883 in einem verwirrten Zustand durch die Straßen wandernd aufgefunden und infolgedessen in die Anstalt von Tyne City eingeliefert, wo sie kurz darauf an Manie und Milzbrand starb.
Ein Modell der Propellerblätter der Lowe-Vansittart-Schraube wird in den Sammlungen des Science Museums in London aufbewahrt. Vansittart stellte das Modell 1869 aus Holz her und schenkte es 1874 dem Museum. Die Beschreibung des Objekts im Museum besagt, dass die Schraubenpropellerblätter von Vansittart für den Versuch auf der HMS Druid in England 1869 entworfen und montiert wurden. Der Lowe-Vansittart-Propeller wurde in verschiedene Marine- und Zivilschiffe eingebaut, darunter die HMS Druid (1869), die Lusitania (1871) und das Kombischiff Scandinavian (1870) der Allan-Line.
Das einzige verifizierte Bild, auf dem Vansittart sich in direktem Zusammenhang mit ihrer Erfindung allein präsentiert, ist das Titelbild der Broschüre The History of the Lowe Vansittart Propeller, wo sie ein kleines Modell eines Propellers (vermutlich Lowe-Vansittart) neben ein Schiffsmodell hält. Dass Vansittart über umfassende technische Kenntnisse über das Propellerdesign ihres Vaters von 1838 und die beiden nachfolgenden Versionen von 1852 und 1855 verfügte, wird in dem Vortrag deutlich, den sie vor der London Association of Foremen Engineers and Draughtsman hielt und der in der Broschüre von 1882 abgedruckt ist. Es wird angenommen, dass sie die erste Frau war, die eigene Zeichnungen und Diagramme einer wissenschaftlichen Arbeit vor Mitgliedern einer wissenschaftlichen Institution vortrug.